# 啟發會
啟發會（日语：啓発会，けいはつかい）是1918年（大正7年）由在東京留學的台灣人留學生組建的一個政治團體。在日本的台灣留學生自20世紀初期開始逐漸增加。1915年時，日本有約300多名台灣留學生。到1922年，大幅增加到2400多人。他們受到了辛亥革命、十月革命和大正民主思潮的影響，開始投身政治活動。1918年，在東京留學的蔡培火成立了啟發會，主要成員包括羅萬俥、王敏川、黄呈聰、吳三連、荘垂勝、林攀龍等人。啟發會成立之後由於內部紛爭和資金不足，成立之後很快就宣告解散。但啟發會是1919年（大正9年）成立的「新民會」的基礎。